# 蔡易余
蔡 易余（さい えきよ、ツァイ イーユー、1981年〈民国70年〉3月14日 - ）は、中華民国（台湾）の弁護士、政治家。民主進歩党所属の立法委員。

## 経歴
22歳で弁護士試験に合格し、元雲林県長の蘇治芬の弁護人を務めたこともある。
2014年、嘉義県長選挙で張花冠の選挙対策幹事を務めた。
2012年の第8回立法委員選挙では、嘉義県第一選挙区から出馬したが、1000票にも満たない僅差で落選した。
2016年の第9回立法委員選挙では50%以上の得票率で初当選した。2020年の第10回立法委員選挙でも8万票以上の得票数で再選された。
2024年の第11回立法委員選挙では、60%近い得票率で国民党候補を破り、再選に成功した。

## 選挙記録
| 年度 | 選挙               | 選挙区           | 所属政党   | 得票数 | 得票率 | 当選 | 注釈 |
| ---- | ------------------ | ---------------- | ---------- | ------ | ------ | ---- | ---- |
| 2012 | 第8回立法委員選挙  | 嘉義県第一選挙区 | 民主進歩党 | 72,586 | 49.69% |      |      |
| 2016 | 第9回立法委員選挙  | 嘉義県第一選挙区 | 民主進歩党 | 72,469 | 52.96% |      |      |
| 2020 | 第10回立法委員選挙 | 嘉義県第一選挙区 | 民主進歩党 | 81,028 | 57.55% |      |      |
| 2024 | 第11回立法委員選挙 | 嘉義県第一選挙区 | 民主進歩党 | 78,551 | 59.22% |      |      |